# Уайетт, Джейн
Джейн Уайетт (англ. Jane Wyatt, 12 августа 1910 — 20 октября 2006) — американская актриса, трижды лауреат премии «Эмми».

## Биография
Джейн Уэддингтон Уайетт (англ. Jane Waddington Wyatt) родилась 12 августа 1910 года в небольшом городке Кампгоу в Нью-Джерси, а своё детство провела в Нью-Йорке. Её отец, Кристофер Биллопп Уайетт мл., был банкиром на Уолл-стрит, а мать, Эуфемия Ван Ренсселаер — критиком в газете «Catholic World». Уайетт получила образование в одной из частных школ Манхэттена, а позже два года училась в колледже Бернард. Затем она поступила в театральную школу в городе Стокбридж в Массачусетсе, где обучалась в течение шести месяцев, а также много играла на местной театральной сцене.
Впервые на Бродвее Джейн Уайетт появилась в качестве дублёра Роуз Хобарт в постановке «Пассат». За свою игру на сцене она получила хорошие отзывы критиков и вскоре решила заняться кинокарьерой, подписав в 1934 году контракт с Universal Pictures. Успех к ней пришёл в 1937 году, после того как она исполнила роль Сондры Бизот в фильме «Потерянный горизонт». Другие её примечательные роли были в фильмах «Только одинокое сердце» (1944), «Бумеранг!» (1947) и «Джентльменское соглашение» (1947). В начале 1950-х годов её кинокарьера резко пошла на спад, из-за того что Уайетт активно выступала против политики сенатора Джозефа Маккарти. В 1950-е годы она перестала появляться на большом экране и вернулась на театральные сцены Нью-Йорка.
С середины 1950-х годов актриса начала свою карьеру на телевидении, где стала наиболее известной за роль Маргарет Андерсон в сериале «Отцу виднее», в котором снималась с 1954 по 1960 год. Эта роль принесла Джейн Уайетт три премии «Эмми» в номинации лучшая актриса в телесериале. Также заметной стала её роль Аманды Грейсон в одном из эпизодов сериала «Звёздный путь». В 1986 году она исполнила эту роль в фильме «Звёздный путь 4: Путешествие домой», снятом по мотивам сериала. Актриса продолжила свою карьеру на телевидении до середины 1990-х годов, снявшись за это время в сериалах «Лодка любви», «Остров фантазий», «Сент-Элсвер», «Отель» и некоторых других.
После 1996 года Джейн Уайетт больше не снималась. Она уединилась вместе с мужем Эдгаром Бедханом в пригороде Лос-Анджелеса Бел-Эйр, где и умерла 20 октября 2006 года в возрасте 96 лет.

## Награды
- «Эмми» 1958, 1959, 1960 — «Лучшая актриса в комедийном сериале» («Отцу виднее»)